# Liste des impératrices du Saint-Empire
Les impératrices du Saint-Empire romain germanique sont les épouses des empereurs du Saint-Empire. Les épouses des souverains du Saint-Empire n'ont pas de statut constitutionnel ou de rôle politique, mais beaucoup ont une influence significative sur leur conjoint.

## Carolingiens (800-888)
| Portrait | Nom (dates)                                      | Conjoint(s)                                        | Titres | Eléments biographiques |
| -------- | ------------------------------------------------ | -------------------------------------------------- | --- | --- |
|          | Ermengarde de Hesbaye (Vers 778 – 3 octobre 818) | - Louis le Pieux (mariage en 794)                  | - Reine d'Aquitaine (794-814) - Impératrice d'Occident et reine des Francs (28 janvier 814 - 3 octobre 818) - Reine de Bavière (814-817)                              | - Princesse robertienne. Fille d'Enguerrand de Hesbaye. - Mère de Lothaire Ier, de Pépin Ier d'Aquitaine, d'Hildegarde et de Louis II le Germanique.                                             |
|          | Judith de Bavière (Vers 797 – 19 avril 843)      | - Louis le Pieux (mariage en février 819)          | - Impératrice d'Occident et reine des Francs (1er février 819 - 20 juin 840)                                                                                          | - Princesse welf. Fille de Welf Ier et d'Heilwige de Saxe. - Mère de Gisèle et de Charles II le Chauve.                                                                                          |
|          | Ermengarde de Tours (Vers 804– 20 mars 851)      | - Lothaire Ier (mariage le 15 octobre 821)         | - Reine d'Italie et de Lotharingie (15 octobre 821 - 20 mars 851) - Impératrice d'Occident (20 juin 840 - 20 mars 851) - Reine de Francie médiane (843 - 20 mars 851) | - Princesse étichonide. Fille d'Hugues de Tours et d'Ava de Morvois. - Mère de Louis II le Jeune, d'Irmengarde de Germanie, de Lothaire II de Lotharingie, de Rotrude et de Charles de Provence. |
|          | Engelberge (? – vers 896/901)                    | - Louis II le Jeune (mariage en 851/52)            | - Impératrice d'Occident et reine d'Italie (851/52 - 12 août 875) | - Mère d'Ermengarde. |
|          | Richilde d'Ardennes (Vers 845 – 2 juin 910)      | - Charles II le Chauve (mariage le 22 janvier 870) | - Reine des Francs (22 janvier 870 - 6 octobre 877) - Reine d'Italie (12 août 875 - 6 octobre 877) - Impératrice d'Occident (25 décembre 875 - 6 octobre 877)         | - Princesse bivinide. Fille de Bivin de Vienne. - Mère de Rothilde. |
|          | Richarde de Souabe (Vers 840 – 18 septembre 896) | - Charles III le Gros (mariage en 862)             | - Reine de Germanie (876-887) - Impératrice d'Occident (12 février 881 - 13 janvier 888) - Reine de Bavière (882-887) - Abbesse de l'abbaye d'Andlau                  | - Fille d'Erchanger de Souabe. |

## Widonides (891-898)
| Nom (dates)                             | Conjoint(s)                             | Titres | Eléments biographiques                                       |
| --------------------------------------- | --------------------------------------- | --- | ------------------------------------------------------------ |
| Ageltrude de Bénévent (? – 27 août 923) | - Guy III de Spolète (mariage vers 875) | - Duchesse de Spolète (883 - 16 février 889) - Reine d'Italie (889 - 12 décembre 894) - Impératrice d'Occident (21 février 891 - 12 décembre 894) | - Fille d'Adalgis de Bénévent. - Mère de Lambert de Spolète. |

## Carolingiens (896-899)
| Nom (dates)                      | Conjoint(s)                              | Titres | Eléments biographiques          |
| -------------------------------- | ---------------------------------------- | --- | ------------------------------- |
| Oda (Vers 874 – 30 novembre 903) | - Arnulf de Carinthie (mariage vers 888) | - Reine de Germanie (888 - 8 décembre 899) - Impératrice d'Occident et reine d'Italie (22 février 896 - 8 décembre 899) | - Mère de Louis IV de Germanie. |

## Bivinides (901-905)
| Nom (dates)                                  | Conjoint(s)                            | Titres                                                                                         | Eléments biographiques |
| -------------------------------------------- | -------------------------------------- | ---------------------------------------------------------------------------------------------- | --- |
| Anne de Constantinople (Vers 885 – vers 901) | - Louis III l'Aveugle (mariage en 900) | - Reine d'Italie et de Basse-Bourgogne (900-901) - Impératrice d'Occident (15 février 901 - ?) | - Princesse de la dynastie macédonienne. Fille de Léon VI le Sage et Zoé Tzaoutzina. - Mère de Charles-Constantin de Vienne. |

## Unrochides (915-924)
| Nom (dates)                                             | Conjoint(s)                                         | Titres | Eléments biographiques                    |
| ------------------------------------------------------- | --------------------------------------------------- | --- | ----------------------------------------- |
| Bertille de Spolète (en) (Vers 860 – vers décembre 915) | - Bérenger Ier de Frioul (mariage entre 870 et 880) | - Reine d'Italie (888-889, 898-900, 902-915) - Impératrice d'Occident (1er janvier 915 - 1er décembre 915) | - Princesse supponide. Fille de Suppo II. |
| Anne de Provence (es) (? – Vers 930)                    | - Bérenger Ier de Frioul (mariage en 915)           | - Impératrice d'Occident (915 - 7 avril 924)                                                               |                                           |

## Ottoniens (962-1024)
| Portrait | Nom (dates)                                        | Conjoint(s)                                                                          | Titres | Eléments biographiques |
| -------- | -------------------------------------------------- | ------------------------------------------------------------------------------------ | --- | --- |
|          | Adélaïde de Bourgogne (Vers 931 – 16 décembre 999) | - Lothaire II d'Italie (mariage en 947) - Otton Ier du Saint-Empire (mariage en 951) | - Reine d'Italie (10 avril 947 - 22 novembre 950, puis 10 octobre 951 - 7 mai 973) - Reine de Germanie (10 octobre 951 - 7 mai 973) - Impératrice du Saint-Empire (2 février 962 - 7 mai 973) - Régente du Saint-Empire (15 juin 991 - 995) - Canonisée en 1097 | - Princesse welf. Fille de Rodolphe II de Bourgogne et de Berthe de Souabe. - Mère d'Emma d'Italie, de Mathilde de Quedlinbourg et d'Otton II du Saint-Empire.                                             |
|          | Théophano Skleraina (Vers 960 – 15 juin 991)       | - Otton II du Saint-Empire (mariage le 14 avril 972)                                 | - Reine de Germanie (14 avril 972 - 7 décembre 983) - Impératrice du Saint-Empire (7 mai 973 - 7 décembre 983) - Reine d'Italie (980 - 7 décembre 983) - Régente du Saint-Empire (7 décembre 983 - 15 juin 991)                                                 | - Princesse de la famille Sklèros. Fille de Constantin Sklèros et de Sophie Phocaina. - Mère d'Adélaïde de Quedlinbourg, de Sophie de Gandersheim, de Mathilde de Germanie et d'Otton III du Saint-Empire. |
|          | Cunégonde de Luxembourg (Vers 975 – 3 mars 1033)   | - Henri II du Saint-Empire (mariage en 999)                                          | - Duchesse de Bavière (999-1004, 1009 - décembre 1017) - Reine de Germanie (17 juin 1002 - 13 juillet 1024) - Reine d'Italie (14 mai 1004 - 13 juillet 1024) - Impératrice du Saint-Empire (26 avril 1014 - 13 juillet 1024) - Canonisée en 1200                | - Princesse de la maison de Luxembourg. Fille de Sigefroid de Luxembourg et d'Hedwige de Nordgau. |

## Franconiens (1027-1125)
| Portrait | Nom (dates)                                               | Conjoint(s) | Titres | Eléments biographiques |
| -------- | --------------------------------------------------------- | --- | --- | --- |
|          | Gisèle de Souabe (11 novembre 995 – 14 février 1043)      | - Bruno Ier de Brunswick (mariage entre 1002 et 1005) - Ernest Ier de Souabe (mariage en 1014) - Conrad II le Salique (mariage en 1016) | - Comtesse de Brunswick (1002/05 - 1010) - Duchesse de Souabe (1014 - 31 mai 1015) - Reine de Germanie (8 septembre 1024 - 4 juin 1039) - Impératrice du Saint-Empire et reine des Romains (26 mars 1027 - 4 juin 1039) - Reine de Bourgogne (1032-1039)                                    | - Princesse conradienne. Fille d'Hermann II de Souabe et de Gerberge de Bourgogne. - Mère de Liudolf de Frise, d'Ernest II de Souabe, d'Hermann IV de Souabe et d'Henri III du Saint-Empire.                              |
|          | Agnès de Poitiers (Vers 1025 – 14 décembre 1077)          | - Henri III du Saint-Empire (mariage en 1043)                                                                                           | - Duchesse de Souabe (15 février 1043 - 7 avril 1045) - Reine de Germanie (13 février 1043 - 5 octobre 1056) - Impératrice du Saint-Empire (25 décembre 1046 - 5 octobre 1056) - Duchesse de Bavière (1047-1049) - Régente du Saint-Empire (5 octobre 1056 - avril 1062)                    | - Princesse de la maison de Poitiers-Aquitaine. Fille de Guillaume V d'Aquitaine et d'Agnès de Bourgogne. - Mère de Mathilde de Franconie, d'Henri IV du Saint-Empire, de Conrad II de Bavière et de Judith de Franconie. |
|          | Berthe de Turin (21 septembre 1051 – 27 décembre 1087)    | - Henri IV du Saint-Empire (mariage le 13 juillet 1066)                                                                                 | - Reine de Germanie (13 juillet 1066 - 27 décembre 1087) - Duchesse de Bavière (1077 - 27 décembre 1087) - Impératrice du Saint-Empire (21 mars 1084 - 27 décembre 1087) | - Princesse de la maison de Savoie. Fille d'Othon Ier de Savoie et d'Adélaïde de Suse. - Mère d'Agnès de Franconie, de Conrad de Basse-Lotharingie et d'Henri V du Saint-Empire.                                          |
|          | Adélaïde de Kiev (Vers 1071 – 20 juillet 1109)            | - Henri III de Stade - Henri IV du Saint-Empire (mariage en 1089)                                                                       | - Comtesse de Stade (1082-1087) - Impératrice du Saint-Empire, reine de Germanie et duchesse de Bavière (14 août 1089 - 31 décembre 1105) | - Princesse riourikide. Fille de Vsevolod Ier de Kiev. |
|          | Mathilde l'Emperesse (7 février 1101 – 10 septembre 1167) | - Henri V du Saint-Empire (mariage le 6 ou 7 janvier 1114) - Geoffroy V d'Anjou (mariage le 17 juin 1128)                               | - Impératrice du Saint-Empire (7 janvier 1114 - 23 mai 1125) - Comtesse d'Anjou, de Tours et du Maine (1129 - 7 septembre 1151) - Dame des Anglais et duchesse de Normandie (de plein droit, 7 avril 1141 - 1er novembre 1141) - Duchesse de Normandie (19 janvier 1144 - 7 septembre 1151) | - Princesse rollonide. Fille d'Henri Ier d'Angleterre et de Mathilde d'Écosse. - Mère d'Henri II d'Angleterre, de Geoffroy VI d'Anjou et de Guillaume FitzEmperesse.                                                      |

## Maison de Supplinbourg (1133-1137)
| Portrait | Nom (dates)                                     | Conjoint                                       | Titres | Eléments biographiques                                                                                                   |
| -------- | ----------------------------------------------- | ---------------------------------------------- | --- | --- |
|          | Richenza de Nordheim (Vers 1088 – 10 juin 1141) | - Lothaire de Supplinbourg (mariage vers 1100) | - Duchesse de Saxe (23 août 1106 - 4 décembre 1137) - Reine de Germanie (30 août 1125 - 4 décembre 1137) - Impératrice du Saint-Empire (4 juin 1133 - 4 décembre 1137) | - Princesse de la maison de Nordheim. Fille d'Henri de Nordheim et de Gertrude de Brunswick. - Mère de Gertrude de Saxe. |

## Maison de Hohenstaufen (1138-1197)
| Portrait | Nom (dates)                                                  | Conjoint                                                | Titres | Eléments biographiques |
| -------- | ------------------------------------------------------------ | ------------------------------------------------------- | --- | --- |
|          | Béatrice Ire de Bourgogne (Vers 1143 – 15 novembre 1184)     | - Frédéric Barberousse (mariage le 17 juin 1156)        | - Comtesse de Bourgogne (de plein droit, 22 janvier 1148 - 15 novembre 1184) - Impératrice du Saint-Empire et reine de Germanie, d'Italie et de Bourgogne (17 juin 1156 - 15 novembre 1184) | - Princesse de la maison d'Ivrée. Fille de Renaud III de Bourgogne et d'Agathe de Lorraine. - Mère de Frédéric V de Souabe, d'Henri VI du Saint-Empire, de Frédéric VI de Souabe, d'Otton Ier de Bourgogne, de Conrad II de Souabe et de Philippe de Souabe. |
|          | Constance de Hauteville (2 novembre 1154 – 27 novembre 1198) | - Henri VI du Saint-Empire (mariage le 27 janvier 1186) | - Reine de Germanie (27 janvier 1186 - 28 septembre 1197) - Impératrice du Saint-Empire (14 avril 1191 - 28 septembre 1197) - Reine de Sicile (25 décembre 1194 - 27 novembre 1198)         | - Princesse de la maison de Hauteville. Fille de Roger II de Sicile et de Béatrix de Rethel. - Mère de Frédéric II du Saint-Empire. |

## Maison Welf (1209-1215)
| Portrait | Nom (dates)                                   | Conjoint(s)                                                                                                   | Titres | Eléments biographiques                                                                          |
| -------- | --------------------------------------------- | --- | --- | ----------------------------------------------------------------------------------------------- |
|          | Béatrice de Souabe (Vers 1198 – 11 août 1212) | - Otton IV du Saint-Empire (mariage le 22 juillet 1212)                                                       | - Impératrice du Saint-Empire et reine de Germanie (22 juillet 1212 - 11 août 1212)                                                          | - Princesse de la maison de Hohenstaufen. Fille de Philippe de Souabe et d'Irène Ange.          |
|          | Marie de Brabant (Vers 1190 – vers 1260)      | - Otton IV du Saint-Empire (mariage le 19 mai 1214) - Guillaume Ier de Hollande (mariage le 1er juillet 1220) | - Impératrice du Saint-Empire et reine de Germanie (19 mai 1214 - 5 juillet 1215) - Comtesse de Hollande (1er juillet 1220 - 4 février 1222) | - Princesse de la famille des Régnier. Fille d'Henri Ier de Brabant et de Mathilde de Boulogne. |

## Maison de Hohenstaufen (1215-1250)
| Portrait | Nom (dates)                                           | Conjoint(s)                                                                                 | Titres | Eléments biographiques |
| -------- | ----------------------------------------------------- | ------------------------------------------------------------------------------------------- | --- | --- |
|          | Constance d'Aragon (Vers 1179 – 23 juin 1222)         | - Imre de Hongrie (mariage en 1198) - Frédéric II du Saint-Empire (mariage le 15 août 1209) | - Reine de Hongrie (1198 - 30 novembre 1204) - Reine de Sicile (15 août 1209 - 23 juin 1222) - Duchesse de Souabe (1212-1216) - Reine de Germanie (1212 - 23 avril 1220) - Impératrice du Saint-Empire (22 novembre 1220 - 23 juin 1222) | - Princesse de la maison de Barcelone. Fille d'Alphonse II d'Aragon et de Sancha de Castille. - Mère de Ladislas III de Hongrie et d'Henri II de Souabe. |
|          | Isabelle II de Jérusalem (Vers 1212 – 25 avril 1228)  | - Frédéric II du Saint-Empire (mariage le 9 novembre 1225)                                  | - Reine de Jérusalem (de plein droit, 1212 - 25 avril 1228) - Impératrice du Saint-Empire, reine de Germanie et de Sicile (9 novembre 1225 - 25 avril 1228)                                                                              | - Princesse de la maison de Brienne. Fille de Jean de Brienne et de Marie de Montferrat. - Mère de Conrad IV de Hohenstaufen.                            |
|          | Isabelle d'Angleterre (Vers 1214 – 1er décembre 1241) | - Frédéric II du Saint-Empire (mariage le 15 juillet 1235)                                  | - Impératrice du Saint-Empire et reine de Sicile (15 juillet 1235 - 1er décembre 1241) - Reine de Germanie (15 juillet 1235 - mai 1237)                                                                                                  | - Princesse de la maison Plantagenêt. Fille de Jean sans Terre et d'Isabelle d'Angoulême. - Mère de Marguerite de Sicile.                                |

## Maison de Wittelsbach (1328-1347)
| Portrait | Nom (dates)                                         | Conjoint                                                | Titres | Eléments biographiques |
| -------- | --------------------------------------------------- | ------------------------------------------------------- | --- | --- |
|          | Marguerite II de Hainaut (Vers 1311 – 23 juin 1356) | - Louis IV du Saint-Empire (mariage le 25 février 1324) | - Reine de Germanie (25 février 1324 - 11 octobre 1347) - Duchesse de Haute-Bavière (25 février 1324 - 1340) - Duchesse de Bavière (1340 - 11 octobre 1347) - Impératrice du Saint-Empire (17 janvier 1328 - 11 octobre 1347) - Comtesse de Hollande (de plein droit, 26 septembre 1345 - 7 décembre 1354) - Comtesse de Hainaut (de plein droit, 26 septembre 1345 - 23 juin 1356) | - Princesse de la maison d'Avesnes. Fille de Guillaume Ier de Hainaut et de Jeanne de Valois. - Mère d'Élisabeth de Bavière, de Louis VI le Romain, de Guillaume III de Hainaut, d'Albert Ier de Hainaut, d'Othon V de Bavière et de Béatrice de Bavière. |

## Maison de Luxembourg (1355-1437)
| Portrait | Nom (dates)                                        | Conjoint                                              | Titres | Eléments biographiques |
| -------- | -------------------------------------------------- | ----------------------------------------------------- | --- | --- |
|          | Anne de Schweidnitz (Vers 1339 – 11 juillet 1362)  | - Charles IV du Saint-Empire (mariage le 27 mai 1353) | - Reine de Germanie et de Bohême (27 mai 1353 - 11 juillet 1362) - Impératrice de Saint-Empire (5 avril 1355 - 11 juillet 1362) | - Princesse de la maison Piast. Fille d'Henri II de Świdnica et de Catherine de Hongrie. - Mère d'Élisabeth de Bohême et de Venceslas de Luxembourg.                           |
|          | Élisabeth de Poméranie (Vers 1347 – 15 avril 1393) | - Charles IV du Saint-Empire (mariage le 21 mai 1363) | - Impératrice de Saint-Empire, reine de Germanie et de Bohême (21 mai 1363 - 29 novembre 1378) | - Princesse de la maison de Poméranie. Fille de Bogusław V de Poméranie et d'Élisabeth de Pologne. - Mère d'Anne de Bohême, de Sigismond de Luxembourg et de Jean de Goerlitz. |
|          | Barbe de Cilley (Vers 1390/1395 – 11 juillet 1451) | - Sigismond de Luxembourg (mariage en 1408)           | - Reine de Hongrie (1er novembre 1408 - 9 décembre 1437) - Reine de Germanie et électrice de Brandebourg (21 juillet 1411 - 9 décembre 1437) - Reine de Bohême et duchesse titulaire de Luxembourg (16 août 1419 - 9 décembre 1437) - Impératrice de Saint-Empire (31 mai 1433 - 9 décembre 1437) | - Princesse de la Maison de Cilley. Fille d'Herman II de Celje et d'Anne de Schaunberg. - Mère d'Élisabeth de Luxembourg.                                                      |

## Maison de Habsbourg (1452-1740)
| Portrait | Nom (dates)                                                                     | Conjoint                                                       | Titres | Eléments biographiques | Armoiries |
| -------- | ------------------------------------------------------------------------------- | -------------------------------------------------------------- | --- | --- | --------- |
|          | Éléonore de Portugal (18 septembre 1434 – 3 septembre 1467)                     | - Frédéric III du Saint-Empire (mariage le 16 mars 1452)       | - Impératrice du Saint-Empire, reine de Germanie et archiduchesse d'Autriche (19 mars 1452 - 3 septembre 1467) | - Princesse de la maison d'Aviz. Fille d'Édouard Ier de Portugal et d'Éléonore d'Aragon. - Mère de Maximilien Ier du Saint-Empire et de Cunégonde d'Autriche. |           |
|          | Blanche-Marie Sforza (5 avril 1472 – 31 décembre 1510)                          | - Maximilien Ier du Saint-Empire (mariage le 16 mars 1494)     | - Reine de Germanie et archiduchesse d'Autriche (16 mars 1494 - 31 décembre 1510) - Impératrice du Saint-Empire (4 février 1508 - 31 décembre 1510) | - Princesse de la famille Sforza. Fille de Galéas Marie Sforza et de Bonne de Savoie. |           |
|          | Isabelle de Portugal (24 octobre 1503 – 1er mai 1539)                           | - Charles Quint (mariage le 10 mars 1526)                      | - Reine de Germanie (10 mars 1526 - 24 février 1530) - Reine de Castille, d'Aragon, de Sicile et de Naples, souveraine des Pays-Bas (10 mars 1526 - 1er mai 1539) - Impératrice du Saint-Empire (24 février 1530 - 1er mai 1539) | - Princesse de la maison d'Aviz. Fille de Manuel Ier de Portugal et de Marie d'Aragon. - Mère de Philippe II d'Espagne, de Marie d'Autriche et de Jeanne d'Autriche. |           |
|          | Marie d'Autriche (21 juin 1528 – 26 février 1603)                               | - Maximilien II du Saint-Empire (mariage le 15 septembre 1548) | - Reine de Germanie (1er novembre 1562 - 12 octobre 1576) - Reine de Hongrie et de Croatie (1er septembre 1563 - 12 octobre 1576) - Impératrice du Saint-Empire, reine de Bohême et archiduchesse d'Autriche (25 juillet 1564 - 12 octobre 1576) | - Princesse de la maison de Habsbourg. Fille de Charles Quint et d'Isabelle de Portugal. - Mère d'Anne d'Autriche, de Rodolphe II du Saint-Empire, d'Ernest d'Autriche, d'Élisabeth d'Autriche, de Matthias Ier de Habsbourg, de Maximilien III d'Autriche, d'Albert d'Autriche, de Wenceslas d'Autriche et de Marguerite d'Autriche.                                             |           |
|          | Anne d'Autriche (4 octobre 1585 – 14 décembre 1618)                             | - Matthias Ier de Habsbourg (mariage le 4 décembre 1611)       | - Reine de Germanie, de Hongrie et de Bohême, archiduchesse d'Autriche (4 décembre 1611 - 14 décembre 1618) - Impératrice du Saint-Empire (13 juin 1612 - 14 décembre 1618) | - Princesse de la maison de Habsbourg. Fille de Ferdinand de Tyrol et d'Anne-Catherine de Mantoue. |           |
|          | Éléonore de Gonzague (23 septembre 1598 – 27 juin 1655)                         | - Ferdinand II du Saint-Empire (mariage le 2 février 1622)     | - Impératrice du Saint-Empire, reine de Germanie, de Hongrie et de Bohême, archiduchesse d'Autriche (2 février 1622 - 15 février 1637) | - Princesse de la maison de Gonzague. Fille de Vincent Ier de Mantoue et d'Éléonore de Médicis. |           |
|          | Marie-Anne d'Autriche (18 août 1606 – 13 mai 1646)                              | - Ferdinand III du Saint-Empire (mariage le 20 février 1631)   | - Impératrice du Saint-Empire, reine de Germanie, de Hongrie et de Bohême, archiduchesse d'Autriche (15 février 1637 - 13 mai 1646) | - Princesse de la maison de Habsbourg. Fille de Philippe III d'Espagne et de Marguerite d'Autriche-Styrie. - Mère de Ferdinand IV de Habsbourg, de Marie-Anne d'Autriche et de Léopold Ier du Saint-Empire. |           |
|          | Marie-Léopoldine d'Autriche (6 avril 1632 – 7 août 1649)                        | - Ferdinand III du Saint-Empire (mariage le 2 juillet 1648)    | - Impératrice du Saint-Empire, reine de Germanie, de Hongrie et de Bohême, archiduchesse d'Autriche (2 juillet 1648 - 7 août 1649) | - Princesse de la maison de Habsbourg. Fille de Léopold V d'Autriche-Tyrol et de Claude de Médicis. - Mère de Charles-Joseph d'Autriche. |           |
|          | Éléonore de Nevers-Mantoue (18 novembre 1630 – 6 décembre 1686)                 | - Ferdinand III du Saint-Empire (mariage le 30 avril 1651)     | - Impératrice du Saint-Empire, reine de Germanie, de Hongrie et de Bohême, archiduchesse d'Autriche (30 avril 1651 - 2 avril 1657) | - Princesse de la maison de Gonzague-Nevers. Fille de Charles II de Nevers-Mantoue et de Marie de Mantoue. - Mère d'Éléonore d'Autriche et de Marie-Anne-Josèphe d'Autriche. |           |
|          | Marguerite-Thérèse d'Autriche (12 juillet 1651 – 12 mars 1673)                  | - Léopold Ier du Saint-Empire (mariage le 12 décembre 1666)    | - Impératrice du Saint-Empire, reine de Germanie, de Hongrie et de Bohême, archiduchesse d'Autriche (12 décembre 1666 - 12 mars 1673) | - Princesse de la maison de Habsbourg. Fille de Philippe IV d'Espagne et de Marie-Anne d'Autriche. - Mère de Marie-Antoinette d'Autriche. |           |
|          | Claude-Félicité d'Autriche (30 mai 1653 – 8 avril 1676)                         | - Léopold Ier du Saint-Empire (mariage le 15 octobre 1673)     | - Impératrice du Saint-Empire, reine de Germanie, de Hongrie et de Bohême, archiduchesse d'Autriche (15 octobre 1673 - 8 avril 1676) | - Princesse de la maison de Habsbourg. Fille de Ferdinand-Charles d'Autriche et d'Anne de Médicis. |           |
|          | Éléonore de Neubourg (6 janvier 1655 – 19 janvier 1720)                         | - Léopold Ier du Saint-Empire (mariage le 14 décembre 1676)    | - Impératrice du Saint-Empire, reine de Germanie, de Hongrie et de Bohême, archiduchesse d'Autriche (14 décembre 1676 - 5 mai 1705) - Princesse de Transylvanie (1692-1705) | - Princesse de la maison de Wittelsbach. Fille de Philippe-Guillaume de Neubourg et d'Élisabeth-Amélie de Hesse-Darmstadt. - Mère de Joseph Ier du Saint-Empire, de Marie-Élisabeth d'Autriche, de Léopold-Joseph d'Autriche, de Marie-Anne d'Autriche, de Marie-Thérèse d'Autriche, de Charles VI du Saint-Empire, de Marie-Josèphe d'Autriche et de Marie-Madeleine d'Autriche. |           |
|          | Wilhelmine-Amélie de Brunswick-Lunebourg (21 avril 1673 – 10 avril 1742)        | - Joseph Ier du Saint-Empire (mariage le 24 février 1699)      | - Impératrice du Saint-Empire, reine de Germanie, de Hongrie et de Bohême, archiduchesse d'Autriche (5 mai 1705 - 17 avril 1711) | - Princesse de la maison de Brunswick. Fille de Jean-Frédéric de Brunswick-Calenberg et de Bénédicte-Henriette du Palatinat. - Mère de Marie-Josèphe d'Autriche, de Léopold-Joseph d'Autriche et de Marie-Amélie d'Autriche. |           |
|          | Élisabeth-Christine de Brunswick-Wolfenbüttel (28 août 1691 – 21 décembre 1750) | - Charles VI du Saint-Empire (mariage le 1er août 1708)        | - Duchesse de Milan (1er août 1708 - 20 octobre 1740) - Reine de Sardaigne (13 août 1708 - 17 février 1720) - Impératrice du Saint-Empire, reine de Germanie, de Hongrie et de Bohême, archiduchesse d'Autriche (17 avril 1711 - 20 octobre 1740) - Souveraine des Pays-Bas (11 avril 1713 - 20 octobre 1740) - Reine de Naples (22 septembre 1713 - 25 mai 1735) - Reine de Sicile (17 février 1720 - 3 juillet 1735) - Duchesse de Parme et Plaisance (3 octobre 1735 - 20 octobre 1740) | - Princesse de la maison de Brunswick. Fille de Louis-Rodolphe de Brunswick-Wolfenbüttel et de Christine-Louise d'Oettingen-Oettingen. - Mère de Marie-Thérèse d'Autriche et de Marie-Anne d'Autriche. |           |

## Maison de Wittelsbach (1742-1745)
| Portrait | Nom (dates)                                                  | Conjoint                                                  | Titres | Eléments biographiques |
| -------- | ------------------------------------------------------------ | --------------------------------------------------------- | --- | --- |
|          | Marie-Amélie d'Autriche (22 octobre 1701 – 11 décembre 1756) | - Charles VII du Saint-Empire (mariage le 5 octobre 1722) | - Électrice de Bavière (26 février 1726 - 20 janvier 1745) - Impératrice du Saint-Empire, reine de Germanie et de Bohême (24 janvier 1742 - 20 janvier 1745) | - Princesse de la maison de Habsbourg. Fille de Joseph Ier du Saint-Empire et de Wilhelmine-Amélie de Brunswick-Lunebourg. - Mère de Marie-Antoinette de Bavière, de Thérèse-Bénédicte de Bavière, de Maximilien III Joseph de Bavière, de Marie-Anne de Bavière et de Josépha de Bavière. |

## Maison de Lorraine (1745-1765)
| Portrait | Nom (dates)                                               | Conjoint                                                    | Titres | Eléments biographiques | Armoiries |
| -------- | --------------------------------------------------------- | ----------------------------------------------------------- | --- | --- | --------- |
|          | Marie-Thérèse d'Autriche (13 mai 1717 – 29 novembre 1780) | - François Ier du Saint-Empire (mariage le 12 février 1736) | - Duchesse de Lorraine (12 février 1736 - 9 juillet 1737) - Grande-duchesse de Toscane (9 juillet 1737 - 18 août 1765) - Reine de Hongrie et de Bohême, archiduchesse d'Autriche, duchesse de Milan, souveraine des Pays-Bas (de plein droit, 20 octobre 1740 - 29 novembre 1780) - Duchesse de Parme et de Plaisance (de plein droit, 20 octobre 1740 - 18 octobre 1748) - Impératrice du Saint-Empire et reine de Germanie (13 septembre 1745 - 18 août 1765) | - Princesse de la maison de Habsbourg. Fille de Charles VI du Saint-Empire et d'Élisabeth-Christine de Brunswick-Wolfenbüttel. - Mère de Marie-Élisabeth d'Autriche, de Marie-Anne d'Autriche, de Marie-Caroline d'Autriche, de Joseph II du Saint-Empire, de Marie-Christine d'Autriche, de Marie-Élisabeth d'Autriche, de Charles-Joseph d'Autriche, de Marie-Amélie d'Autriche, de Léopold II du Saint-Empire, de Marie-Caroline d'Autriche, de Marie-Jeanne-Gabrielle d'Autriche, de Marie-Josèphe d'Autriche, de Marie-Caroline d'Autriche, de Ferdinand d'Autriche-Este, de Marie-Antoinette d'Autriche et de Maximilien-François d'Autriche. |           |

## Maison de Habsbourg-Lorraine (1765-1806)
| Portrait | Nom (dates)                                                   | Conjoint                                                 | Titres | Eléments biographiques |
| -------- | ------------------------------------------------------------- | -------------------------------------------------------- | --- | --- |
|          | Josépha de Bavière (30 mars 1739 – 28 mai 1767)               | - Joseph II du Saint-Empire (mariage le 25 janvier 1765) | - Impératrice du Saint-Empire et reine de Germanie (18 août 1765 - 28 mai 1767) | - Princesse de la maison de Wittelsbach. Fille de Charles VII du Saint-Empire et de Marie-Amélie d'Autriche. |
|          | Marie-Louise d'Espagne (24 novembre 1745 – 15 mai 1792)       | - Léopold II du Saint-Empire (mariage le 4 août 1765)    | - Grande-duchesse de Toscane (18 août 1765 - 20 février 1790) - Impératrice du Saint-Empire, reine de Germanie, de Hongrie et de Bohême, archiduchesse d'Autriche, duchesse de Milan, souveraine des Pays-Bas (20 février 1790 - 1er mars 1792) | - Princesse de la maison de Bourbon. Fille de Charles III d'Espagne et de Marie-Amélie de Saxe. - Mère de Marie-Thérèse d'Autriche, de François Ier d'Autriche, de Ferdinand III de Toscane, de Marie-Anne d'Autriche, de Charles-Louis d'Autriche-Teschen, d'Alexandre-Léopold d'Autriche, de Joseph de Habsbourg-Lorraine, de Marie-Clémentine d'Autriche, d'Antoine-Victor d'Autriche, de Marie-Amélie d'Autriche, de Jean-Baptiste d'Autriche, de Rainier d'Autriche, de Louis d'Autriche et de Rodolphe d'Autriche. |
|          | Marie-Thérèse de Bourbon-Naples (6 juin 1772 – 13 avril 1807) | - François II du Saint-Empire (mariage le 15 août 1790)  | - Duchesse de Milan (1er mars 1792 - 1796) - Souveraine des Pays-Bas (1er mars 1792 - 1797) - Archiduchesse d'Autriche (1er mars 1792 - 1806) - Reine de Hongrie et de Bohême (1er mars 1792 - 13 avril 1807) - Impératrice du Saint-Empire et reine de Germanie (5 juillet 1792 - 6 août 1806) - Impératrice d'Autriche (11 août 1804 - 13 avril 1807) | - Princesse de la maison de Bourbon-Siciles. Fille de Ferdinand Ier des Deux-Siciles et de Marie-Caroline d'Autriche. - Mère de Marie-Louise d'Autriche, de Ferdinand Ier d'Autriche, de Marie-Léopoldine d'Autriche, de Marie-Clémentine de Habsbourg-Lorraine, de Caroline de Habsbourg-Lorraine, de François-Charles d'Autriche et de Marie-Anne d'Autriche. |